# Carles Manuel IV de Sardenya
Carles Manuel IV de Sardenya (Torí, Regne de Sardenya-Piemont 1751 - Roma, Estats Pontificis 1819) fou el duc de Savoia i rei de Sardenya des de 1796 fins a 1802.
L'any 1802 abdicà en favor del seu germà, el rei Víctor Manuel I de Sardenya.

## Orígens familiars
Va néixer el dia 24 de maig de 1751 a la ciutat de Torí, capital del Regne de Sardenya, fill del rei Víctor Amadeu III de Sardenya i de la infanta Maria Antònia d'Espanya. Carles Manuel era net per via paterna del rei Carles Manuel III de Sardenya i la landgravina Polixena Christina de Hessen-Rotenburg; i per via materna del rei Felip V d'Espanya i la princesa Isabel de Farnesi.

## Núpcies i descendents
Es casà el 6 de setembre de 1775 a la ciutat de Chambéry amb la princesa Maria Clotilde de França, filla del príncep Lluís de França i la princesa Maria Josepa de Saxònia, i germana dels reis Lluís XVI, Lluís XVIII i Carles X de França. Malgrat que la parella es professà un vertader amor no tingueren descendència.

## Ascens al tron
Des del seu naixement ostentà el títol de Príncep del Piemont. Amb la mort del rei Víctor Amadeu III de Sardenya, ocorreguda el dia 14 d'octubre de 1796, Carles Manuel esdevingué rei de Sardenya, tenint sota els seus dominis el ducat de Savoia, el Piemont i l'illa de Sardenya. Malgrat tot, el país estava en guerra amb la França revolucionària i l'any 1798 Carles Manuel es va veure obligat a abandonar el Piemont i a instal·lar-se a Càller. Les temptatives de recuperar la part continental del regne fracassaren l'any 1799.
Carles Manuel IV i la seva muller es traslladaren a viure a Roma i a Nàpols com a hostes de la família Colonna. Pocs anys després, l'any 1802, Maria Clotilde morí en aquesta última ciutat i pocs dies després Carles Manuel IV abdicà en favor del seu germà, Víctor Manuel I de Sardenya.
Durant la seva llarga estada a Roma, Carles Manuel frequentà la vila de Frascati on residia el seu cosí, el duc de York i pretendent jacobista Enric Benet Stuart. A la mort d'Enric el 1807 es convertí en cap dels partidaris de la dinastia Stuart al tron del Regne Unit de la Gran Bretanya i Irlanda. Tot i així, ell mai feu cap pretensió d'aspiracions a aquests trons.
Els darrers anys de la seva vida els passà a un monestir de la Companyia de Jesús malgrat que mai ingressà a l'ordre. El dia 6 d'octubre de 1819 morí a Roma i fou enterrat a l'Església de Sant Andreu del Quirinal.